# Copa América 1992 (regata)

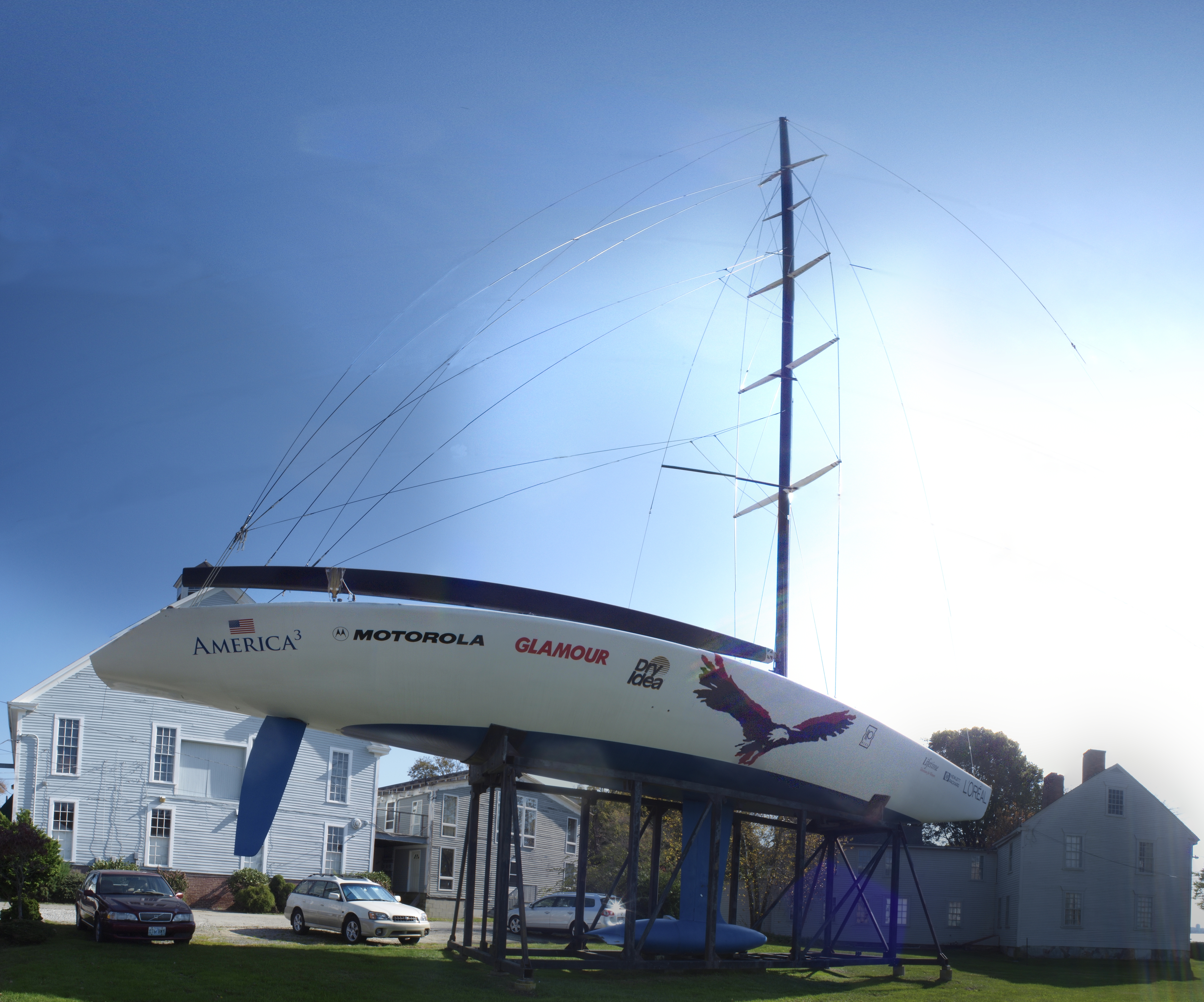
El America³ expuesto en la actualidad en el Herreshoff Marine Museum de Bristol, Rhode Island

La Copa América 1992 fue la edición número 28 de la Copa América de Vela, y se disputó en San Diego (Estados Unidos). El vencedor de la misma fue el yate América³, representante del Club de Yates de San Diego, que derrotó al yate Il Moro di Venezia, de la Compagnia della Vela por 4 a 0.
Italia disputaba la Copa América por primera vez en la historia.
Fue la primera edición en que se utilizaron barcos de la Clase Internacional Copa América.

## Defender Selection Series (Copa Citizen)
En esta edición, el patrocinador de las Defender Selection Series fue la marca de relojes Citizen, que aportó el trofeo para el ganador, por lo que se conoce como Copa Citizen. Cinco yates de dos equipos diferentes compitieron por ser elegidos por el Club de Yates de San Diego como su representante en la defensa de la Copa.
El América³ (USA 23), del equipo America³ Foundation, patroneado por William "Bill" Ingraham Koch, venció las eliminatorias y fue proclamado representante del Club de Yates de San Diego. 

### Participantes
| Equipo              | Yates                    |
| ------------------- | ------------------------ |
| America³ Foundation | America³ (USA 23)        |
| America³ Foundation | Defiant (USA 18)         |
| America³ Foundation | Jayhawk (USA 9)          |
| America³ Foundation | Kanza (USA 28)           |
| Team Dennis Conner  | Stars & Stripes (USA 11) |

## Challenger Selection Series (Copa Louis Vuitton)
Ocho equipos de siete naciones diferentes compitieron por llegar a la Copa América. El vencedor fue el yate "Il Moro di Venezia", de la Compagnia della Vela, que venció en la final al equipo de Nueva Zelanda por 5 a 4.
"Il Moro di Venezia", patroneado por Paul Cayard, se convirtió en el primer yate italiano en ganar las eliminatorias.

### Participantes
Por primera vez en la historia se presentó un club español, el Monte Real Club de Yates, con un equipo patroneado por Pedro Campos Calvo-Sotelo.
| Equipo                                | Club                              | Nación        | Yates |
| ------------------------------------- | --------------------------------- | ------------- | --- |
| Il Moro di Venezia                    | Compagnia della Vela              | Italia        | Il Moro di Venezia (ITA 1), Il Moro di Venezia II (ITA 7), Il Moro di Venezia III (ITA 15), Il Moro di Venezia IV (ITA 16) y Il Moro di Venezia V (ITA 25) |
| New Zealand Challenge                 | Club Náutico Mercury Bay          | Nueva Zelanda | New Zealand (NZL 10), New Zealand (NZL 12), New Zealand (NZL 14), New Zealand (NZL 20),                                                                    |
| Spirit of Australia                   | Darling Harbour Yacht Club        | Australia     | Spirit of Australia (AUS 21) |
| Challenge Australia                   | Real Escuadrón de Yates de Sídney | Australia     | Challenge Australia (AUS 17) |
| Desafío Español Copa América          | Monte Real Club de Yates          | España        | España 92 Quinto Centenario (ESP 5) y España 92 Quinto Centenario II (ESP 22)                                                                              |
| Le Défi Francais                      | Yacht Club de France-Sète         | Francia       | Ville de Paris (FRA 1), Ville de Paris (FRA 8), Ville de Paris (FRA 27)                                                                                    |
| Nippon Challenge for the Americ's Cup | Nippon Ocean Racing Club          | Japón         | Nippon (JPN 3), Nippon (JPN 6), Nippon (JPN 26) |
| Swedish America's Cup Challenge       | Stenungsbaden Yacht Club          | Suecia        | Tre Kronor (SWE 19) |

## Copa América
La competición, programada al mejor de 7 pruebas terminó el día 16 de mayo, al vencer er el "America³" la quinta regata. 
| Fecha              | Vencedor           | Perdedor           | Marcador | Delta |
| ------------------ | ------------------ | ------------------ | -------- | ----- |
| 9 de mayo de 1992  | America³           | Il Moro di Venezia | 1-0      | 0:30  |
| mayo de 1992       | Il Moro di Venezia | America³           | 1-1      | 0:03  |
| mayo de 1992       | America³           | Il Moro di Venezia | 2-1      | 1:58  |
| mayo de 1992       | America³           | Il Moro di Venezia | 3-1      | 1:04  |
| 16 de mayo de 1992 | America³           | Il Moro di Venezia | 4-1      | 0:44  |